# Exeter Chiefs
Ne doit pas être confondu avec Exeter Chiefs (féminines).
Maillots
Actualités
Dernière mise à jour : 22 septembre 2024.
Les Exeter Chiefs, officiellement déclarés en tant que Exeter Rugby Club,, sont un club professionnel anglais de rugby à XV fondé en 1871 et basé à Exeter.
Le club est fondé en 1871 et, depuis 2006, joue ses matchs à domicile à Sandy Park. Il est connu sous le nom de Chiefs depuis 1999.
Le club est promu en Premiership pour la première fois en 2010. Depuis leur promotion, les Chiefs sont devenus l'un des principaux clubs d'Angleterre, remportant le titre de champion à deux reprises, en 2017 et 2020, et atteignant quatre autres finales. En octobre 2020, les Exeter Chiefs remportent pour la première fois la Coupe d'Europe en battant le club français du Racing 92 en finale d'un tournoi perturbé par la pandémie de Covid-19. Le club compte aussi quatre coupes nationale à son palmarès, gagnées en 2014, 2018 et 2023.
Exeter est le seul club à avoir remporté les quatre premiers niveaux du rugby anglais, en remportant la Premiership en 2017 et 2020, la Championship en 2010, la National League 1 en 1997 et la National League 2 South en 1996.
L'entraîneur du club est Rob Baxter, en poste depuis mars 2009.

## Histoire

### Fondation du Exeter Rugby Club et premières années (1871-1918)
L'Exeter Rugby Club est fondé en 1871. Le club joue son premier match un ou deux ans plus tard les sources, le 26 octobre 1872 ou 1873, contre l'Exeter Diocesan Training College, devenu ensuite le St. Luke’s College puis l'Université d'Exeter. La rencontre se termine sans aucun point marqué,.
En 1884, Richard Kindersley devient le tout premier joueur du club à devenir international anglais, lorsqu'il obtient sa première cape le 1er mars lors d'une rencontre face à l'Écosse,.
Six ans plus tard, durant l'année 1890, Exeter remporte son premier titre en battant le Torquay Athletic en finale de la Coupe du Devon sur le score de 10 à 6,.
Au mois de juin 1893, la Devon County Athletic Ground Company est créée afin d’acheter un terrain à St. Thomas, qui prend alors le nom de County Ground (en). En octobre de la même année, les directeurs acceptent de louer le terrain au club pour la saison 1893-1894. Le club y joue pendant 113 ans, jusqu’à son déménagement en 2006 à Sandy Park,.
Durant l'automne 1895 on note la première utilisation enregistrée du terme « Exeter Chiefs » pour désigner l'équipe première du club.
En 1901, Tom Kelly fait ses débuts avec le club. Devenu capitaine d’Exeter en 1904, il joue son premier match avec l’équipe d'Angleterre en 1906 et, en 1908, il devient le premier joueur d’Exeter à être capitaine de l’équipe nationale anglaise.
Les rapports sur la saison 1896-1897 montrent que le club progresse à l’approche du XXe siècle siècle : l'équipe remporte deux fois plus de matchs qu’elle n’en perd et la situation financière s’améliore. Les photographies des équipes de l’époque témoignent aussi de l’évolution des tenues de jeu. Le registre des recettes aux guichets indique que le club affronte déjà des équipes extérieures au Devon, notamment Bath, Bristol et Leicester.

### Pendant les guerres (1918-1945)
Le déclenchement de la Première Guerre mondiale en août 1914 bouleverse profondément le sport organisé en Grande-Bretagne. Lors d’une réunion tenue le 25 août de cette même année, le comité du club décide que le club poursuivra ses activités. Cependant, cette décision est annulée lors d’une seconde réunion le deux semaines plus tard, car la County Ground Athletic Company, qui possède et gère toujours le terrain, refuse de le mettre à disposition du club. Il est donc décidé que toutes les rencontres prévues seront annulées. Le 2 septembre 1914, le secrétaire du club confirme cette décision dans une lettre ouverte où il annonce que le club est dissous « pour le moment » et que tous ses engagements sont annulés. Il encourage également les membres du club à « répondre à l’appel du pays ». De nombreux joueurs s’engagent alors dans l’armée. Comme l’indique la plaque commémorative, plusieurs hommes ayant un lien avec le club, anciens ou actuels, perdent la vie au combat.
Avec le retour de la paix en 1918, le nombre de matchs augmente. Au cours des années 1920, le club prend le contrôle du County Ground, ce qui lui permet d’agir de manière indépendante et de mieux planifier son avenir. Une nouvelle tribune est d'ailleurs construite. En avril 1927, un tournoi de rugby à sept est organisé, puis en septembre 1928, le club fait ses premiers pas dans le rugby européen en affrontant « Les Primevères », une équipe parisienne, au County Ground. En novembre, une délégation d’Exeter se rend à Paris pour disputer un match retour. Cette année, un match à Cardiff, au pays de Galles, est également organisé, ce qui montre à quel point le club a élargi son rayon d’action.
Lors de la saison 1931-1932, le club franchit une étape novatrice en organisant trois rencontres expérimentales – contre Bridgend, Teignmouth et Barnstaple – jouées sous éclairage artificiel. Comme l’annonce publicitaire pour le match contre Barnstaple l’indique, ces rencontres sont perçues comme un « grand spectacle », et la Southern Railway propose des billets à prix réduit pour attirer les spectateurs. Environ 2 000 personnes assistent à l’événement.
Lorsque la guerre éclate de nouveau enseptembre 1939, la fédération anglaise annonce que « toutes les rencontres déjà programmées pour la saison 1939-1940 sont considérées comme annulées jusqu’à nouvel ordre », tout en précisant qu’« il est espéré que certains matchs pourront être joués, à condition qu’ils n’interfèrent pas avec les devoirs nationaux ou les règlements gouvernementaux ». Le mardi 5 septembre, deux jours après la déclaration de guerre, le comité du club décide également « d’annuler toutes les rencontres prévues jusqu’à nouvel ordre ». Malgré cela, Exeter continue à jouer dès que possible, mais au fil des saisons, le nombre de matchs diminue considérablement. Bon nombre des rencontres disputées opposent alors des équipes militaires. Comme lors de la Première Guerre mondiale, plusieurs joueurs d’Exeter, anciens et actuels, s’engagent dans l’armée. Certains ne reviennent pas, parmi eux Henry Rew, ancien international anglais et joueur des British Lions.

### Reconstruction d'après-guerre (1945-1995)
La reprise du sport après la Seconde Guerre mondiale offre une distraction bienvenue face aux séquelles du conflit. Exeter connaît une première saison post-guerre exceptionnelle, ne concédant que deux défaites.
Entre les années 1950 et 1970, les résultats fluctuent, mais cette période voit l’émergence de joueurs qui marquent durablement l’histoire du club. Parmi eux, trois futurs présidents : John Roach, l’international anglais Dick Manley et Bob Staddon. La famille Baxter, appelée à jouer un rôle majeur dans le club, commence aussi à s’imposer avec les avants John Baxter, père de Rob, et son frère Paul. Dans les années 1970, John Scott rejoint l’équipe avant de devenir quelques années plus tard le capitaine du Cardiff RFC et de décrocher 34 sélections avec l’Angleterre.
Les années 1980 marquent un déclin pour le club, jusqu’à l’émergence du duo à la charnière avec le demi de mêlée Andy Maunder et l'ouvreur Andy Green, ainsi que de Rob Baxter, qui deviendra l’une des figures les plus influentes de l’histoire du club.

### Les Exeter Chiefs: professionnalisation et montée progressive dans l'élite (1995-2016)
En 1995, la décision est prise d’autoriser le paiement des joueurs de rugby à XV. Exeter, soutenu par des investissements accrus sous l’impulsion de l’homme d’affaires local Tony Rowe, s’adapte rapidement à cette nouvelle ère. Après avoir remporté les quatrième et troisième divisions en 1996 et 1997, les joueurs commencent à être rémunérés. Le club nomme alors son premier entraîneur professionnel et adopte le nom d’Exeter Chiefs en 1999.
Se consolidant dans la deuxième division anglaise, le club déménage en 2006 vers son nouveau stade, Sandy Park. En 2009, Rob Baxter devient entraîneur principal et, un an plus tard en 2010, Exeter remporte le Championship, accédant ainsi à la Premiership pour la première fois de son histoire. En effet, le club s'impose en finale contre Bristol Rugby,. L'équipe est alors menée par le demi d'ouverture nord-irlandais Gareth Steenson qui termine meilleur réalisateur du championnat cette saison avec 280 points marqués.
Lors de sa première saison en première division, en 2010-2011, l'équipe termine à la huitième place au classement général, malgré un retrait de deux points et une amende de 5 000 £ pour avoir aligné trop de joueurs étrangers lors d'un match contre Leeds Carnegie,. Elle fait aussi ses débuts en coupe d'Europe, participant au Challenge européen où elle bat le CS Bourgoin-Jallieu et les Newcastle Falcons mais perd contre le Montpellier HR en phase de poule.
En 2012, Tom Johnson devient le premier joueur du club sélectionné avec l’Angleterre depuis les années 1960, montrant la progression des Chiefs,. Deux ans plus tard, en 2014, l’équipe atteint la finale de la coupe anglo-galloise qu'elle remporte pour la première fois en battant Northampton 15 à 8. Il s'agit du premier titre majeur remporté par le club. Cette même année, l'ailier Jack Nowell est sélectionné avec le XV de la Rose par Stuart Lancaster afin de participer au Tournoi des Six Nations. L'année suivante, ce sont Henry Slade et Luke Cowan-Dickie qui sont appelés en sélection. Exeter se qualifie pour la seconde fois consécutive en finale de la coupe anglo-galloise mais perd cette fois la finale contre les Saracens. En championnat, le club ne se qualifie pas pour les phases finales mais le troisième ligne centre Thomas Waldrom termine meilleur marqueur d'essais avec seize réalisations.
Les Exeter Chiefs se renforcent considérablement avant la reprise de la saison 2015-2016, sans perdre de joueur majeur, avec les arrivées des piliers Alec Hepburn et Harry Williams,, l'ailier Olly Woodburn et les deuxièmes lignes Geoff Parling et Jonny Hill notamment,. L'équipe termine ensuite la saison régulière à la deuxième place du championnat anglais. Ce classement leur permet de jouer la demi-finale à domicile, qu'ils remportent 34-23 contre les Wasps, se qualifiant ainsi pour la première finale de leur histoire dans cette compétition. Cependant, ils perdent cette première finale face aux Saracens sur le score de 28 à 20, malgré des essais de Nowell et du capitaine Jack Yeandle. Après cette défaite, Gareth Steenson termine meilleur réalisateur du championnat avec 258 points inscrits. Il est aussi nommé dans l'équipe type du championnat, en compagnie de son coéquipier Jack Nowell. Waldrom est quant à lui le meilleur marqueur d'essai pour la seconde saison d'affilée avec treize essais marqués. En Coupe d'Europe, les Chiefs sont éliminés en quart de finale par les Wasps, après une transformation de dernière minute de Jimmy Gopperth. À l'issue de cette saison, le club parvient à conserver deux de ses cadres : Jack Nowell et Luke Cowan-Dickie prolongent leurs contrats.

### Au sommet du rugby anglais et européen (2016-2021)
1 Moon, 2 Cowan-Dickie, 3 Williams

4 Dennis, 5 Parling

 6 Horstmann, 8 Waldrom, 7 Armand

 9 Townsend, 10 Steenson 

 11 Woodburn, 12 Devoto, 13 Whitten, 14 Nowell
15 Dollman
Avant le début de la saison 2016-2017, les Chiefs voient les arrivées du centre récemment international anglais Ollie Devoto et les internationaux australiens Greg Holmes, Dave Dennis et Lachlan Turner, consolidant encore plus l'équipe. Ils terminent une fois de plus à la deuxième place du classement général du championnat anglais. Ils se qualifient donc pour les demi-finales, où ils font face aux Saracens, champions en titre qui les avaient battu l'année passée en finale. Dans un match serré, Exeter s'impose 18-16 en toute fin de match grâce à un essai du jeune joueur formé au club Sam Simmonds, et retourne en finale. Pour le match du titre, les Chiefs affrontent les Wasps, premier au classement de la saison régulière. La finale est très disputée : Exeter marque les deux premiers essais de la rencontre par l'intermédiaire de Jack Nowell puis Phil Dollman (en) et mène 14 à 3 après moins d'une demi-heure de jeu. Toutefois, le club du Devon encaisse deux essais en cinq minutes, marqués par Jimmy Gopperth et Elliot Daly. Finalement, grâce au jeu au pied de leur ouvreur et capitaine Gareth Steenson, les Chiefs reviennent au score et égalisent dans les derniers instants, entraînant des prolongations. Le buteur nord-irlandais, déjà décisif lors de la montée de son club en première division en 2010, devient ensuite le héros des Chiefs en passant le coup de pied de la gagne à deux minutes de la fin de cette prolongation. Les Exeter Chiefs remportent ainsi leur tout premier Championnat d'Angleterre de leur histoire,.
À la fin de cette saison, Jack Nowell devient le premier joueur d’Exeter à être sélectionné avec les Lions britanniques et irlandais.

En 2017-2018, Exeter se renforce avec les arrivées notables de Tom O'Flaherty et du demi de mêlée international australien Nic White,. L'équipe termine pour la première fois en tête du classement général du championnat. Pour la troisième fois consécutive, elle se qualifie en finale, après avoir éliminé les Newcastle Falcons, et retrouve les Saracens, qui les avaient battu en finale deux ans plus tôt. Malgré un essai de Steenson, les Chiefs sont battus 27 à 10 et perdent leur deuxième finale en trois ans. De même la saison suivante, les Sarries et les Chiefs se retrouvent une nouvelle fois en finale et le résultat est le même : une victoire des Saracens sur le score 34-37. Bien que Nic White marque le premier essai de la partie, mais le talonneur des adverse Jamie George égalise dans la foulée. Les deux équipes se répondent ensuite avec un total de cinq essais marqués de chaque côté, mais les Saracens gagnent avec trois points de plus grâce à une pénalité en plus,.
1 Hepburn, 2 Cowan-Dickie, 3 Williams

4 Gray, 5 Hill

 6 Ewers, 8 S. Simmonds, 7 Vermeulen

 9 Maunder, 10 J. Simmonds 

 11 O'Flaherty, 12 Whitten, 13 Slade, 14 Nowell
15 Hogg
Ensuite, l'équipe continue ses bons recrutement en faisant venir l'international écossais Stuart Hogg et les Sud-Africains Jacques Vermeulen et Jannes Kirsten et en ne perdant aucun joueur cadre,,. Puis, en début de saison 2019-2020, Luke Cowan-Dickie, Jack Nowell et Henry Slade sont sélectionnés avec l'équipe d'Angleterre pour la Coupe du monde 2019. Les Anglais parviennent jusqu'en finale du Mondial où ils sont vaincus par l'Afrique du Sud 32 à 12. Cowan-Dickie et Slade participent à cette finale perdue. Durant la suite de la saison, Exeter se qualifie pour la première fois de son histoire pour les phases finales de la Coupe d'Europe. Ces dernières sont repoussées au mois d'octobre suivant en raison de la propagation de la pandémie de Covid-19 en Europe. Les Exeter Chiefs éliminent successivement les Northampton Saints puis le Stade toulousain pour atteindre la finale de la compétition. En finale contre le Racing 92, les Anglais prennent rapidement l'avantage grâce à des essais de Luke Cowan-Dickie et Sam Simmonds. Les Français reviennent peu à peu avec des essais de Juan Imhoff et Simon Zebo, mais Harry Williams et Henry Slade marquent deux essais de plus. Aussi, Joe Simmonds marque de nombreux points au pied contrairement au buteur francilien, ce qui permet aux Chiefs de s'imposer 31 à 27 et d'être sacré Champions d'Europe pour la première fois de leur histoire. Une semaine plus tard, le club joue la finale de Premiership face aux Wasps. Grâce encore une fois à un essai de Sam Simmonds et au jeu au pied de son frère Joe, Exeter remporte la victoire et réalise le doublé,. À la fin de la saison, Sam Simmonds remporte  le prix EPCR de Joueur européen de l'année. Il est aussi retenu dans l'équipe type de Premiership, en compagnie de ses coéquipiers Luke Cowan-Dickie et Jonny Hill.
Durant l'intersaison, Gareth Steenson prend sa retraite sportive, terminant sa carrière en étant le meilleur réalisateur de l'histoire des Exeter Chiefs. Il intègre ensuite le staff du club pour les saisons à venir. Aussi, les Australiens Nic White, Greg Holmes et Dave Dennis quittent le club,,, tout comme le centre Anglais Sam Hill. Les Chiefs perdent ainsi plusieurs joueurs importants de leur effectif.
Malgré ces départs importants, Exeter parvient à nouveau à se qualifier en finale du championnat pour la sixième fois consécutive et affronte cette fois les Harlequins. Dans cette rencontre sont marqués onze essais, dont cinq pour les Chiefs et six pour les Harlequins qui l'emportent sur le score de 38 à 40,. À l'été suivant, Luke Cowan-Dickie, Jonny Hill, Stuart Hogg et Sam Simmonds rejoignent l’équipe des Lions britanniques et irlandais pour une tournée en Afrique du Sud.

### La fin d'une génération dorée (depuis 2021)
Après six ans au plus haut niveau, les joueurs emblématiques de ces récents succès quittent petit à petit le club. Jonny Hill, Sam Skinner et Don Armand quittent le club en 2022. L'année suivante ce sont les frères Simmonds, Stuart Hogg, Jack Nowell, Harry Williams, Luke Cowan-Dickie, Dave Ewers et Jack Maunder qui s'en vont. Ces vagues successives de départs ne sont pas compensées par des arrivées significatives, ce qui marque la fin de la génération dorée du club.
Bien que ces nombreux départs affaiblissent considérablement l'équipe, les Exeter Chiefs remportent tout de même la Coupe d'Angleterre en 2023, après une victoire 24 à 20 face aux London Irish. Deux ans après, en 2025, les Exeter Chiefs retrouvent la finale de la coupe et affrontent Bath Rugby. Malgré deux essais marqués par Christ Tshiunza et Scott Sio, le club est battu sur le score de 48 à 14.

## Stade
Situé dans la banlieue de St. Thomas à Exeter, le County Ground (en) est le principal stade du club de 1893 jusqu’en avril 2006. En mars 1918, la tribune en bois d’origine est entièrement détruite par un incendie. La County Ground Athletic Company, qui possède encore le site, lance alors un appel aux dons pour financer la construction d’une nouvelle tribune. Les progrès sont lents, et face au faible montant des contributions et aux coûts élevés du projet, la dissolution de la société est envisagée. Toutefois, le club prend le contrôle du terrain, ce qui lui permet d’obtenir un prêt auprès de la fédération anglaise pour reconstruire la tribune. Celle-ci est inaugurée en mars 1926.
En 2002, les Exeter Chiefs sont à la recherche d'un nouveau stade, estimant que le County Ground n'offre pas suffisamment de possibilités de croissance. Malgré les inquiétudes et l'opposition des traditionalistes au sein du club, la motion de déménagement a été adoptée par 99 % des participants à l'assemblée générale annuelle d'Exeter.
En 2006, le club quitte son précédent stade, le County Ground, après y avoir joué régulièrement depuis la fin du XIXe siècle et joue désormais ses matchs à domicile à Sandy Park, situé à la périphérie de la ville.

## Identité visuelle

### Logo
Dans la suite de la controverses sur la représentation des natifs américains dans le sport marquant particulièrement l'actualité de l'été 2020, le club dévoile un nouveau logo le 27 janvier 2022, qui sera officiellement adopté à partir de la saison 2022-2023 ; conservant le nom Chiefs, il abandonne le visuel natif américain au profit d'une identité visuelle locale, inspirée du peuple celte Dumnonii. Ce changement suit celui subvenu en juillet 2020, ayant conduit à abolir l'existence de sa mascotte « Big Chief »,.

Évolution du logo
Ancien logo abandonné en 2013.
Logo de 2013 à juin 2022.
Logo adopté en juillet 2022.

## Palmarès

### Détail du palmarès
Le tableau suivant récapitule les performances d'Exeter dans les diverses compétitions anglaises et européennes.
| Compétitions nationales | Compétitions européennes              |
| --- | ------------------------------------- |
| Championnat d'Angleterre - Champion (2) : 2017, 2020 - Vice-champion (4) : 2016, 2018, 2019, 2021 Championnat d'Angleterre de D2 - Champion (1) : 2010 - Vice-champion (3) : 2005, 2008, 2009 Coupe d'Angleterre - Vainqueur (3) : 2014, 2018, 2023 - Finaliste (3) : 2015, 2017, 2025 | Coupe d’Europe - Vainqueur (1) : 2020 |

### Finales disputées
| Date de la finale | Vainqueur     | Score | Finaliste     | Lieu de la finale            | Spectateurs |
| ----------------- | ------------- | ----- | ------------- | ---------------------------- | ----------- |
| 28 mai 2016       | Saracens      | 28-20 | Exeter Chiefs | Stade de Twickenham, Londres | 76 109      |
| 27 mai 2017       | Exeter Chiefs | 23-20 | Wasps         | Stade de Twickenham, Londres | 79 657      |
| 26 mai 2018       | Saracens      | 27-10 | Exeter Chiefs | Stade de Twickenham, Londres | 75 128      |
| 1er juin 2019     | Saracens      | 37-34 | Exeter Chiefs | Stade de Twickenham, Londres | 75 329      |
| 24 octobre 2020   | Exeter Chiefs | 19-13 | Wasps         | Stade de Twickenham, Londres | huis clos   |
| 26 juin 2021      | Harlequins    | 40-38 | Exeter Chiefs | Stade de Twickenham, Londres | 10 000      |

| Date de la finale | Vainqueur     | Score | Finaliste | Lieu de la finale            | Spectateurs |
| ----------------- | ------------- | ----- | --------- | ---------------------------- | ----------- |
| 17 octobre 2020   | Exeter Chiefs | 31-27 | Racing 92 | Ashton Gate Stadium, Bristol | huis clos   |

| Date de la finale | Vainqueur        | Score | Finaliste          | Lieu de la finale                  | Spectateurs |
| ----------------- | ---------------- | ----- | ------------------ | ---------------------------------- | ----------- |
| 16 mars 2014      | Exeter Chiefs    | 15-8  | Northampton Saints | Sandy Park, Exeter                 | 10 004      |
| 25 mars 2015      | Saracens         | 23-20 | Exeter Chiefs      | Franklin's Gardens, Northampton    | 8 365       |
| 19 mars 2017      | Leicester Tigers | 16-12 | Exeter Chiefs      | Twickenham Stoop, Londres          | 6 080       |
| 30 mars 2018      | Exeter Chiefs    | 28-11 | Bath Rugby         | Kingsholm Stadium, Gloucester      | 8 074       |
| 19 mars 2023      | Exeter Chiefs    | 24-20 | London Irish       | Gtech Community Stadium, Brentford | 7 663       |
| 26 juin 2021      | Bath Rugby       | 48-14 | Exeter Chiefs      | Sandy Park, Exeter                 | 11 182      |

## Centre de formation
Un élément clé de la transformation du club d’Exeter, passé du statut d’amateur à celui de professionnel, réside dans son centre de formation. Grâce à ses liens avec les clubs locaux et lycées de toute la péninsule sud-ouest, ainsi qu’avec l’Université d’Exeter, le centre de formation repère les joueurs au potentiel prometteur et développe leur condition physique et leurs compétences rugbystiques dès leur adolescence.
Avant la promotion des Chiefs en 2010, aucun club de Premiership ne se trouvait à l’ouest de Bath. Les jeunes talents du Devon et des Cornouailles devaient donc rejoindre des clubs comme Bath, Bristol ou Gloucester pour évoluer au plus haut niveau. Désormais, les meilleurs jeunes joueurs de la région intègrent le centre de formation Chiefs. Cette politique a permis de voir émerger des joueurs comme Luke Cowan-Dickie, Jack Nowell, Henry Slade ou encore Sam Simmonds, devenus des joueurs réguliers avec l’équipe d’Angleterre, ainsi que d'autres internationaux tels que Sam Skinner avec l'Écosse.
Depuis le début des années 2020, le centre de formation a également tissé des liens étroits avec le pays de Galles. Des joueurs gallois formés au club comme Christ Tshiunza et Dafydd Jenkins sont par exemple devenus internationaux avec le XV du Poireau,.

## Personnalités du club

### Joueurs emblématiques
- Don Armand
- Rob Baxter
- Luke Cowan-Dickie
- Ollie Devoto
- Alec Hepburn
- Jonny Hill
- Sam Hill
- Jason Hobson
- Tom Johnson
- Jack Maunder
- Ben Moon
- Jack Nowell
- Tom O'Flaherty
- Geoff Parling
- Joe Simmonds
- Sam Simmonds
- Henry Slade
- Thomas Waldrom
- Harry Williams
- Olly Woodburn
- Jack Yeandle
- Santiago Cordero
- Dave Dennis
- Greg Holmes
- Dean Mumm
- Nic White
- Alistair Murdoch
- Lachie Turner
- Sam Skinner
- Stuart Hogg
- Gareth Steenson
- Ian Whitten
- Phil Dollman
- Tomas Francis
- Elvis Taione
- Dave Ewers

### Effectif 2024-2025
Le tableau suivant récapitule l'effectif professionnel des Exeter Chiefs pour la saison 2024-2025.
| Nom                      | Naissance        | Nationalité sportive | Sélections (points) | Dernier club        | Arrivée au club |
| Talonneurs               | Talonneurs       | Talonneurs           | Talonneurs          | Talonneurs          | Talonneurs      |
| ------------------------ | ---------------- | -------------------- | ------------------- | ------------------- | --------------- |
| Dan Frost                | 24 avril 1997    | Angleterre           | -                   | Wasps               | 2022            |
| Jack Innard              | 3 juillet 1995   | Angleterre           | -                   | Formé au club       | 2013            |
| Max Norey                | 5 août 1999      | Angleterre           | -                   | Formé au club       | 2019            |
| Jack Yeandle             | 22 décembre 1989 | Angleterre           | -                   | Doncaster Knights   | 2012            |
| Piliers                  |                  |                      |                     |                     |                 |
| Kwenzo Blose             | 12 mai 1997      | Afrique du Sud       | -                   | Stormers            | 2024            |
| Will Goodrick-Clarke     | 29 décembre 1995 | Angleterre           | -                   | Ealing Trailfinders | 2024            |
| Josh Iosefa-Scott        | 16 juillet 1996  | Nouvelle-Zélande     | -                   | Highlanders         | 2021            |
| Ehren Painter            | 21 mars 1998     | Angleterre           | -                   | Northampton Saints  | 2023            |
| Jimmy Roots              | 31 janvier 2000  | Nouvelle-Zélande     | -                   | Ealing Trailfinders | 2024            |
| Scott Sio                | 16 octobre 1991  | Australie            | 68 (5)              | Brumbies            | 2022            |
| Marcus Street            | 6 février 1999   | Angleterre           | -                   | Formé au club       | 2016            |
| Deuxièmes lignes         |                  |                      |                     |                     |                 |
| Jack Dunne               | 21 novembre 1998 | Irlande              | -                   | Leinster            | 2022            |
| Dafydd Jenkins           | 5 décembre 2002  | Pays de Galles       | 23 (0)              | Formé au club       | 2021            |
| Franco Molina            | 28 août 1997     | Argentine            | 13 (5)              | Dogos XV            | 2024            |
| Lewis Pearson            | 26 octobre 1999  | Angleterre           | -                   | Formé au club       | 2019            |
| Rus Tuima                | 21 mai 2000      | Angleterre           | -                   | Formé au club       | 2020            |
| Troisièmes lignes aile   |                  |                      |                     |                     |                 |
| Richard Capstick         | 13 février 2000  | Angleterre           | -                   | Formé au club       | 2018            |
| Hallam Chapman           | 1er octobre 1997 | Angleterre           | -                   | Cornish Pirates     | 2024            |
| Ethan Roots              | 10 novembre 1997 | Angleterre           | 4 (0)               | Ospreys             | 2023            |
| Christ Tshiunza          | 9 janvier 2002   | Pays de Galles       | 15 (0)              | Formé au club       | 2021            |
| Jacques Vermeulen        | 8 février 1995   | Afrique du Sud       | -                   | Sharks              | 2019            |
| Troisièmes lignes centre |                  |                      |                     |                     |                 |
| Greg Fisilau             | 9 juillet 2003   | Angleterre           | -                   | Wasps               | 2022            |
| Ross Vintcent            | 5 juin 2002      | Italie               | 17 (10)             | Zebre               | 2022            |
| Demis de mêlée           |                  |                      |                     |                     |                 |
| Niall Armstrong          | 19 août 1999     | Irlande              | -                   | Formé au club       | 2023            |
| Tom Cairns               | 19 juin 2002     | Angleterre           | -                   | Formé au club       | 2021            |
| Sam Maunder              | 22 mars 2000     | Angleterre           | -                   | Formé au club       | 2018            |
| Stuart Townsend          | 11 octobre 1995  | Angleterre           | -                   | Formé au club       | 2012            |
| Demis d'ouverture        |                  |                      |                     |                     |                 |
| Will Haydon-Wood         | 27 octobre 2000  | Angleterre           | -                   | RC Massy            | 2023            |
| Harvey Skinner           | 28 février 1997  | Angleterre           | -                   | Formé au club       | 2015            |
| Centres                  |                  |                      |                     |                     |                 |
| Joe Hawkins              | 11 juin 2002     | Pays de Galles       | 5 (0)               | Ospreys             | 2023            |
| Will Rigg                | 22 mars 2000     | Angleterre           | -                   | Coventry RFC        | 2024            |
| Henry Slade              | 19 mars 1993     | Angleterre           | 74 (53)             | Formé au club       | 2012            |
| Tamati Tua               | 26 novembre 1997 | Nouvelle-Zélande     | -                   | Northland           | 2024            |
| Ailiers                  |                  |                      |                     |                     |                 |
| Immanuel Feyi-Waboso     | 20 décembre 2002 | Angleterre           | 9 (25)              | Wasps               | 2022            |
| Ben Hammersley           | 20 mai 2003      | Angleterre           | -                   | Formé au club       | 2023            |
| Olly Woodburn            | 18 novembre 1991 | Angleterre           | -                   | Bath Rugby          | 2015            |
| Tom Wyatt                | 14 décembre 1999 | Angleterre           | -                   | Formé au club       | 2019            |
| Arrières                 |                  |                      |                     |                     |                 |
| Josh Hodge               | 23 mai 2000      | Angleterre           | -                   | Newcastle Falcons   | 2020            |
| Dan John                 | 4 octobre 2001   | Pays de Galles       | -                   | Formé au club       | 2020            |